# Rue Duchefdelaville
La rue Duchefdelaville est une voie du 13e arrondissement de Paris, dans le quartier de la Gare.

## Situation et accès
La rue Duchefdelaville, anciennement « impasse Duchefdelaville », est une voie publique située dans le 13e arrondissement de Paris. Elle débute au 153, rue du Chevaleret et se termine au 30, rue Dunois.
Elle donne accès au square Héloïse-et-Abélard.
La rue est accessible par la ligne 6 à la station Chevaleret, par la ligne 14 à la station Bibliothèque François-Mitterrand et la ligne C du RER à la gare de la Bibliothèque François-Mitterrand.

## Origine du nom
Elle porte le nom de l'ancien propriétaire du terrain.

## Historique
Cette voie, qui est ouverte vers 1898 sous le nom de « passage Duchefdelaville », prend sa dénomination actuelle en 1931.